# Matsucoccus saxonicus
Matsucoccus saxonicus är en insektsart som beskrevs av Koteja 1986. Matsucoccus saxonicus ingår i släktet Matsucoccus och familjen pärlsköldlöss.
Artens utbredningsområde är Tyskland. Inga underarter finns listade i Catalogue of Life.